# 手塚太郎

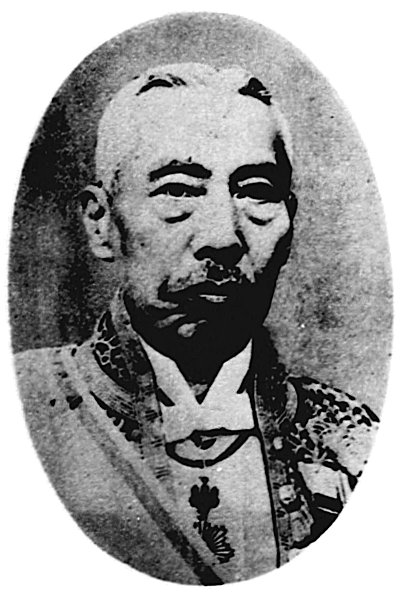
手塚太郎

手塚 太郎（てづか たろう、1862年2月14日（文久2年1月16日） - 1932年（昭和7年11月19日）は、日本の司法官。江戸出身。父は医師の手塚良仙、息子に写真家の手塚粲、孫に漫画家で医学博士の手塚治虫がいる。

## 概要
司法省法学校卒業後、司法省御用掛になった後、各地の地方裁判所に勤務する。大阪地方裁判所の検事正時代に、1886年の関西法律学校（関西大学の前身）の創立に関わり、1892年まで同校で法律大意・民法・経済学などを講じた。名古屋控訴院の検事長時代に、1909年の中京法律学校（中京法律専門学校の前身）の創立に関わる。大津地方裁判所検事正、函館地方裁判所検事正なども務め、1910年3月から1年間欧米諸国に派遣された。1913年4月長崎控訴院長に就任し、翌年8月佐世保捕獲審検所長官を兼ねた。
1925年に退官した後は兵庫県川辺郡小浜村（現・宝塚市）で過ごす。1932年11月19日、腎肺炎のため自宅で死去。満70歳（享年71）。

## 家族・親族

### 手塚家
- 祖父・良仙（光照）（1801年 - 1862年。医師、蘭学者）
- 父・良仙（良庵）（1826年 - 1877年。医師、蘭学者）
- 長男・粲（1900年 - 1986年。会社員、アマチュア写真家）
- 次女・志賀子（1893年 - ?、南部球吾長男・太郎に嫁ぐ）
- 三女・近江（1897年 - ?、岸本綾夫に嫁ぐ）
- 孫・治（治虫）（1928年 - 1989年。漫画家）
- 曾孫・眞（1961年 - 。映像クリエイター）
- 曾孫・るみ子（1964年 - 。プランニングプロデューサー）

## 栄典・授章・授賞
位階
- 1886年（明治19年）7月8日 - 従七位[4]
- 1892年（明治25年）
  - 2月27日 - 正七位[5]
  - 12月23日 - 従六位[6]
- 1896年（明治29年）7月30日 - 正六位[7]
- 1898年（明治31年）9月20日 - 従五位[8]
- 1900年（明治33年）11月10日 - 正五位[9]
- 1905年（明治38年）12月11日 - 従四位[10]
- 1911年（明治44年）1月31日 - 正四位[11]
- 1916年（大正5年）2月21日 - 従三位[12]
- 1924年（大正13年）5月15日 - 正三位[13]

勲章等
- 1898年（明治31年）6月28日 - 勲六等瑞宝章[14]
- 1902年（明治35年）12月27日 - 勲四等瑞宝章[15]
- 1906年（明治39年）12月27日 - 勲三等瑞宝章[16]
- 1913年（大正2年）12月27日 - 勲二等瑞宝章[17]
- 1915年（大正4年）
  - 11月7日 - 旭日重光章[18]
  - 11月10日 - 大礼記念章[19]
- 1923年（大正12年）12月25日 - 勲一等瑞宝章[20]

## 著書
- 『日本民法人事編釈義・日本法例釈義』
- 『法学通論』
- 『法律学 通信教授』
- 『現行商法警察必携 明治二十六年五月三日手塚検事正演説筆記』
- 『仏国財産法売買法問題』
- 『商法詳解』
- 『商事会社法釈義』（鶴見守義との共著）